# Legio VI Herculia
La Legio VI Herculia ("di Ercole") fu una legione romana fondata dall'imperatore Diocleziano, probabilmente all'inizio del suo regno (296), verosimilmente assieme alla V Iovia. Il nome deriva dalla divinità protettiva di Diocleziano.

## Storia
Le due legioni furono incaricate di difendere Sirmio, la residenza imperiale in Illirico, stazionando nella Pannonia secunda, la provincia appena istituita; qui esistevano già altre quattro legioni, le due nuove proseguirono la numerazione. Ancora agli inizi del V secolo, la VI Herculia è attestata a Teutoburgium, al Mons Aureus e a castellum Onagrinum, un avamposto sulla sponda sinistra del Danubio.
Le due unità gemelle fornirono gli uomini per la nuova guardia imperiale formata da Diocleziano, gli Ioviani e gli Herculiani. Secondo quanto afferma Vegezio, gli uomini della V Iovia e della VI Herculia erano famosi per l'uso delle plumbatae, armi da lancio anche dette martiobarbuli, tanto da meritare l'appellativo martiobarbuli.